# Agathodaimon (gruppo musicale)
Gli Agathodaimon sono una band symphonic black metal tedesca formatasi nel 1995 a Magonza.
I fondatori sono: Martin Wickler, Marko Thomas e Matthias Rodig. Il gruppo subì molti cambi, fino alla formazione attuale in cui l'unico fondatore rimasto è il chitarrista/cantante Sathonys (Martin Wickler). Nel 2014, Sathonys ha annunciato, tramite un post su Facebook, di aver sciolto temporaneamente il gruppo per pensare maggiormente alla propria famiglia.
Il 24 febbraio 2020, tramite un post su Instagram, il gruppo ha annunciato una reunion.

## Formazione
- Sathonys (Martin Wickler) - chitarra, voce (1995-2008)
- Till Ottinger - basso (2006-2008)
- Felix Ü. Walzer - tastiere (2002-2008)
- Jonas Iscariot - voce (2007-2008)
- Jan Jansohn - chitarra (2007-2008)
- Manuel Steitz - batteria (2008-)

## Discografia

### Album in studio
- 1998 - Blacken the Angel
- 1999 - Higher Art of Rebellion
- 2001 - Chapter III
- 2004 - Serpent's Embrace
- 2009 - Phoenix
- 2013 - In Darkness

### Compilation
- 1997 - Tomb Sculptures

### EP
- 1999 - Bislang

### Demo
- 1996 - Carpe Noctem
- 1997 - Near Dark